# 7-Méthylguanosine
La 7-méthylguanosine (m7G) est un nucléoside rare des ARN, obtenu par méthylation de la guanosine. Il est présent dans les ARN de transfert, les ARN ribosomiques et les ARN messagers. Il entre notamment dans la composition de la coiffe des ARNm et a été identifié dans les transcrits chez l'homme et la souris,.

Bases nucléiques modifiées (en) de l'ARN de transfert de la phénylalanine de levure.